# 타이 리그 2
타이 리그 2(태국어: ไทยลีก 2)는 태국의 프로 축구 2부 리그로 1997년에 시작되었다. 현재 16개 팀이 참가하고 있다. 상위 3개팀은 승격하고, 하위 4개팀은 강등되는 시스템이다.

## 역사
2011년 시즌부터 참가팀이 18개 팀으로 늘어났고, 2016년 시즌부터 코르 로얄컵이 타이 리그 1 소속팀만 참가하도록 변경되었다. 2017년 시즌을 앞두고 대회 명칭이 타이 리그 2로 변경되었다.

## 현재 시즌 클럽
타이 리그 2 2024–2025 참가 팀
| 구단명          | 연고지     | 홈구장                     | 수용인원 |
| --------------- | ---------- | -------------------------- | -------- |
| 촌부리          | 촌부리     | 촌부리 경기장              | 8,600    |
| 폴리스 테로     | 방콕       | 분야친다 경기장            | 3,500    |
| 뜨랏            | 뜨랏       | 뜨랏 주 경기장             | 6,000    |
| 람빵            | 사뭇사콘   | 람빵 주 경기장             | 5,500    |
| 방콕            | 방콕       | 찰럼 프라키앗 방 못 경기장 | 8,000    |
| 차이낫 혼빌     | 차이낫     | 카오플롱 경기장            | 12,000   |
| 까셋삿          | 방콕       | 인시 찬드라사티티아 경기장 | 4,000    |
| 사뭇쁘라깐 시티 | 사뭇쁘라깐 | 사뭇쁘라깐 SAT 경기장      | 5,100    |
| 수판부리        | 수판부리   | 수판부리 시립경기장        | 15,279   |

## 역대 우승 팀

### 팀별 우승 연도
| 순위 | 구단                 | 횟수 | 우승 연도                      |
| ---- | -------------------- | ---- | ------------------------------ |
| 1    | 폴리스 유나이티드    | 4    | 1999-2000, 2005–06, 2009, 2015 |
| 2    | 나콘랏차시마         | 2    | 2014, 2023–24                  |
| 3    | 끄룽타이 은행        | 1    | 1997–98                        |
| 3    | 무앙통 유나이티드    | 1    | 2008                           |
| 3    | 에어 포스 센트럴     | 1    | 2013                           |
| 3    | 방콕 은행            | 1    | 1996-97                        |
| 3    | 방콕 유나이티드      | 1    | 2006                           |
| 3    | BBCU                 | 1    | 1998                           |
| 3    | 촌부리               | 1    | 2007                           |
| 3    | TTM                  | 1    | 2004-05                        |
| 3    | 차이낫 혼빌          | 1    | 2017                           |
| 3    | PTT 라용             | 1    | 2018                           |
| 3    | BG 빠툼 유나이티드   | 1    | 2019                           |
| 3    | 농부아 핏차야        | 1    | 2020–21                        |
| 3    | 람푼 워리어스        | 1    | 2021–22                        |
| 3    | 나콘 파톰 유나이티드 | 1    | 2022–23                        |
| 3    | 촌부리               | 1    | 2024–25                        |